# پوشیده‌خزنده‌سانان
پوشیده‌خزنده‌سانان (نام علمی: Stegosauria) نام یک بالاخانواده از راسته پرنده‌کفلان است.